# Red Dirt (Fear the Walking Dead)
«Suciedad Roja»  —título original en inglés: «Red Dirt» — es el sexto episodio de la tercera temporada de la serie de televisión posapocalíptica, horror Fear the Walking Dead. Se estrenó el 2 de julio de 2017. Estuvo dirigido por Courtney Hunt y el guion estuvo a cargo de Wes Brown.

## Trama
El equipo de Troy regresa con la noticia del ultimátum de Walker; esa noche las hogueras resuenan en el rancho, poniendo nerviosos a la gente protegida. La familia de Gretchen se va a pesar de los esfuerzos amenazadores de Troy para retenerlos por medidas de seguridad. Madison se pone del lado de Troy e insta a Jeremiah a mantener unida a su comunidad. Jake viaja a Black Hat para negociar condiciones de paz con Walker. Madison, Nick y Jeremiah luego encuentran a Gretchen y su familia asesinados y convertidos; todos se dan cuenta de que Troy era el responsable, pero Madison informa a la comunidad que Walker lo hizo para prepararlos para el próximo conflicto. Alicia compra su historia y corre tras Jake para advertirle.

## Recepción
"Red Dirt", recibió críticas muy positivas de la crítica. En Rotten Tomatoes, "Red Dirt" obtuvo una calificación del 86%, con una puntuación promedio de 7.56 / 10 basada en 7 reseñas.
Matt Fowler de IGN le dio a "Red Dirt" una calificación de 7.8/10.0, indicando; "Fear the Walking Dead puede estar sufriendo un poco por la leve inercia de entregar un episodio centrado exclusivamente en el rancho, pero aún está ardiendo a lo largo de la historia a un ritmo decente. Es una buena combinación, y este capítulo básicamente nos hizo avanzar a lo grande. con respecto al ascenso de Madison al papel de líder de facto, con ella tirando de los hilos de Troy y cada uno de sus hijos ahora también se empareja con un Otto. Ella engañará a la gente para que luche por esta tierra por su propio bien. Porque sabe que hay cosas peores por ahí ".

### Calificaciones
"Red Dirt" fue visto por 2,19 millones de espectadores en los Estados Unidos en su fecha de emisión original, por debajo de la calificación del episodio anterior de 2,50 millones.